# محمد جواد رضا
محمد جواد رضا (1931-) أستاذ جامعي عراقي، التحق بدار المعلمين العالية عام 1948 وتخرج منها في 1951، حصل على الماجستير والدكتوراه من جامعة ميشيغان في 1959، وعاد إلى العراق والتحق بجامعة بغداد كمدرس للتربية المقارنة (1959-1963)، ومن ثم غادر العراق للعمل في كلية الشريعة وكلية التربية في مكة المكرمة (1964-1966) اللتان شكلتا نواة جامعة أم القرى فيما بعد، شارك في تأسيس الجمعية الكويتية لتقدم الطفولة العربية في 1980، انتقل إلى الأردن وكان استاذا في الجامعة الاردنية من (1992-1994)، ثم في جامعة آل البيت منذ 1995 إلى أن استقال منها في 1998، ثم شغل منصب عميد كلية الآداب والعلوم في جامعة عمان الأهلية (1998-1999)، إنتقل بعدها إلى البحرين وعمل استاذا في جامعة البحرين (2000-2003) ثم مستشارا في مركز البحرين للدراسات والبحوث (2003-2005).
حصل على جائزة المنظمة العربية للتربية والثقافة والعلوم التقديرية لعام 2000 في القاهرة.

## مؤلفات
- أئمة الفكر التربوي الإسلامي، 1989.
- أزمات الحقيقة والحرية في التربية العربية المعاصرة، 1987.
- الإصلاح الجامعي في الخليج العربي 1984.[3]
- السياسات التعليمية لدول الخليج العربية، 1990.
- التربية والتبدل الاجتماعي في الكويت والخليج العربي.
- العرب والتربية والحضارة ـ دراسة في الفكر التربوي المقارن (1979)
- العرب والتربية والحضارة: الاختيار الصعب، مركز دراسات الوحدة العربية، (1987).[4]
- العرب والمستقبل: تربية النكوص أو تربية الأمل (2000).
- الفكر التربوي الإسلامي ـ مقدمة في أصول العقلانية والاجتماعية (1980).[5]
- صراع الدولة والقبيلة في الخليج العربي؛ أزمات التنمية وتنمية الأزمات، 1992.[6]
- فلسفة التربية وأثرها في تفكير معلمي المستقبل (دراسة ميدانية).
- معركة الاختلاط في جامعة الكويت؛ دراسة في الفكر الاجتماعي الكويتي، 1983.[7]
- الإصلاح التربوي العربي: خارطة طريق، مركز دراسات الوحدة العربية، 2006.[8]
- التعليم الإلزامي في العراق، 1960.[9]
- الطفل والمجتمع : دراسات في التنشئة الاجتماعية للاطفال، الجمعية الكويتية لتقدم الطفولة العربية.
- جواهري العراق... عراق الجواهري، دار الكنوز الأدبية 2002.
- الخروج من زمن البراءة، التجربة الكويتية 1961-1991.